# Neurociència cognitiva
La neurociència cognitiva és una àrea acadèmica que s'ocupa de l'estudi científic dels mecanismes biològics subjacents a la cognició. Així doncs s'enfoca a les estructures neuronals (entre altres cèl·lules) i els processos mentals que provoquen manifestacions conductuals.
Es pregunta sobre com les funcions psicològiques i cognitives són produïdes pel circuit neural. La neurociència cognitiva és una branca tant de la psicologia així com de la neurociència, unificant i interconnectant amb diverses subdisciplines com ara psicologia cognitiva, psicobiologia i neurobiologia. Abans de l'adveniment de la tecnologia de ressonància magnètica funcional, aquesta branca de la ciència era anomenada psicobiologia cognitiva. Els científics que es dediquen a aquesta àrea normalment tenen estudis de base en psicologia experimental o neurobiologia, però poden provenir de diverses disciplines, com ara la psiquiatria, neurologia, física, matemàtica, lingüística, i filosofia.